# Fondón (kommun)
Fondón är en kommun i Spanien.   Den ligger i provinsen Provincia de Almería och regionen Andalusien, i den södra delen av landet, 400 km söder om huvudstaden Madrid. Antalet invånare är 989. Arean är 92 kvadratkilometer. Fondón gränsar till Abrucena, Beires, Almócita, Dalías, Berja, Laujar de Andarax och Paterna del Río. 
Terrängen i Fondón är kuperad åt sydväst, men åt nordost är den bergig.